# Comuna Kotiv, Berejanî
Kotiv (în ucraineană Котів) este o comună în raionul Berejanî, regiunea Ternopil, Ucraina, formată din satele Kotiv (reședința) și Molohiv.

## Demografie
Componența lingvistică a comunei Kotiv
     Ucraineană (99,47%)
     Alte limbi (0,53%)
Conform recensământului din 2001, majoritatea populației comunei Kotiv era vorbitoare de ucraineană (99,47%), existând în minoritate și vorbitori de alte limbi.